# NGC 868
NGC 868 est une vaste galaxie lenticulaire située dans la constellation de la Baleine. NGC 868 a été découverte par l'astronome américain Lewis Swift en 1886.

## Caractéristiques
Sa vitesse par rapport au fond diffus cosmologique est de 7 769 ± 18 km/s, ce qui correspond à une distance de Hubble de 114,6 ± 8,0 Mpc (∼374 millions d'al).
En raison d'une brillance de surface égale à 14,18 mag/am2, on peut qualifier NGC 868 de galaxie à faible brillance de surface (LSB en anglais pour low surface brightness). Les galaxies LSB sont des galaxies diffuses (D) avec une brillance de surface inférieure de moins d'une magnitude à celle du ciel nocturne ambiant.